# 睦镇硕
睦镇硕（목진석，1980年1月20日—），出生於首爾市，韩国围棋职业九段棋手。2000年击败李昌镐获得KBS杯冠军；第13届富士通杯世界職業圍棋錦標賽胜丁伟、赵善津、张栩和小林觉夺得季軍。2001年第13届亚洲杯电视围棋快棋赛胜胡耀宇和赵治勋获亚军，2003年胜羽根直树、曹薰铉、王磊和赵汉乘，夺得第8届LG盃世界棋王戰亚军。绰号“木木”，说着一口流利的汉语，被称为韩国棋界的“中国通”。2016年，劉昌赫升任韓國棋院總長，睦鎮碩接替劉昌赫，成為韓國國家隊新任主教練。

## 其他战绩
- 1998年第8届PC通信杯新人王战冠军；
- 1998年韩国第2届SK汽油杯新锐十强战亚军；
- 1999年第10届棋圣战亚军；
- 第1届農心辛拉麵杯三國圍棋擂臺賽上胜山下敬吾和邱峻，第2届胜邵炜刚，第9届胜山田规三生、胡耀宇和依田纪基。
- 1995年、1996年乐天杯中韩对抗赛代表韩方出战；
- 参加过第1、3、4（胜汉斯）、6（胜小林光一和马晓春）、8（亚军）、9、12（胜彭荃）和13届LG杯世界棋王战、第2、3（胜常昊）、4、6、9、12和13届三星火灾杯、第1（胜邵震中）、2、7（胜周俊勋）届春兰杯世界围棋锦标赛以及第12、13（季軍）、14、15（胜结城聪）和21届富士通杯赛，
- 2001年-2003年他作为主力队员加入重庆建设摩托队参加中国围甲联赛，每年都为重庆队获围甲联赛冠军队。三年的成绩是2001年11胜7负，2002年13胜3负，2003年12胜1负。2004年睦镇硕没有参加围甲联赛。2005年他加盟围甲贵州咳速停队。
- 2008年第一届世界智力运动会男子个人比赛16强，第4届豐田杯上胜羽根直树和周俊勋进八强，韩国围棋年度敢鬥賞：(第9屆麥馨盃亞軍、第5屆王中王戰亞軍、第3屆十段戰亞軍)
- 2009年第52届韩国国手战挑战者